# The Chronicles of Riddick: Assault on Dark Athena
The Chronicles of Riddick: Assault on Dark Athena este un joc video de acțiune la persoana întâi, science fiction pentru platformele Microsoft Windows, PlayStation 3, Xbox 360 și Mac OS X. Jocul este o continuare a The Chronicles of Riddick: Escape from Butcher Bay, care a fost refăcut și inclus împreună cu campania de joc Assault on Dark Athena. Jocul a fost lansat la 7 aprilie 2009. O variantă demo a fost lansată pentru Xbox Live la 4 martie 2009, iar pentru PlayStation Network la 12 martie 2009. Virtual Programming a produs o versiune pentru Mac OS X la 16 aprilie 2010 care se poate descărca prin intermediul Deliver2Mac.com și alte site-uri.
Jocul a fost dezvoltat de Starbreeze Studios și publicat de Atari. Potrivit lui Ian Stevens, director de producție al studiourilor Tigon, s-a luat decizia de a se face un remake deoarece Microsoft nu a putut face o versiune a Escape from Butcher Bay pentru Xbox 360 și pentru că au vrut ca povestea din Escape să aibă o audiență mai mare înainte de a trece mai departe.
Dark Athena are grafica îmbunătățită și AI-ul din Butcher Bay împreună cu adăugarea unui mod pentru multiplayer. Modul singleplayer a fost de asemenea extins pentru a include evadarea lui Riddick de pe o navă-mercenar numită Dark Athena.
Vin Diesel, cel care a interpretat vocea și pe baza căruia a fost realizat personajul principal, s-a implicat personal în producția jocului Assault on Dark Athena.